# 潛艇I-57號不投降
《潛艇伊57號不投降》是1960年4月26日上映的日本戰爭電影，導演松林宗惠本為海軍出身，對二戰時日本海軍的事蹟以電影詮釋，描述潛水艇的官兵在大戰期間奮勇作戰的精采故事。

## 劇情概要
1945年，日本即將戰敗，潛艇I-57號艦長河本少佐奉檳城基地之命，護送某國的外交官父女倆，從檳城基地離開，一路橫渡印度洋到達非洲西班牙的殖民地，イ-57號在印度洋上遭到盟軍艦隊的猛烈攻擊，一場激戰後潛艇撞上了一艘驅逐艦而沉沒，潛艇人員和外交官父女倆終於到了好望角，但是此次行動卻被波茨坦宣言說是一個豪無意義的航海行動…

## 演員
- 河本少佐艦長：池部良
- 中澤中尉：平田昭彥
- 志村大尉：三橋達也
- 外交官Peruje：安德魯·休斯
- Mylene：瑪麗亞·若恩提
- 山野少尉：久保明
- 永井中尉：土屋嘉男
- 金原上曹：大村千吉
- 檳城陸戰隊基地司令：高田稔
- 橫田大佐參謀：藤田進

## 關聯條目
- 太平洋奇蹟的作戰 金斯卡島
- 東宝戦争映画　MENU　＞　「潜水艦イ-57降伏せず」